# Euproctis kargalika
Euproctis kargalika är en fjärilsart som beskrevs av Moore 1878. Euproctis kargalika ingår i släktet Euproctis och familjen tofsspinnare. Inga underarter finns listade i Catalogue of Life.